# Vosoritide
Le vosoritide est un médicament utilisé pour traiter l'achondroplasie,. Il est vendu sous le nom de marque Voxzogo.

## Mode d'action
Le vosoritide agit en se liant à un récepteur spécifique appelé récepteur du peptide natriurétique-B, qui réduit le FGFR3 et augmente donc la croissance osseuse.

## Usage médical
Le vosoritide est utilisé chez les enfants âgés de deux à cinq ans,. Le médicament est administré par injection sous-cutanée.

## Effets secondaires
Les effets secondaires du vosoritide comprennent un gonflement, une rougeur, des démangeaisons ou des douleurs au site d'injection, des vomissements ou une pression artérielle basse,. La sécurité de ce médicament pendant la grossesse n'est pas claire.

## Histoire
Le  vosoritide a été approuvé pour un usage médical en Europe et aux États-Unis en 2021,. En France, cela coûte environ 260 000 € par an en 2022. Aux États-Unis, ce montant coûte environ 330 000 dollars américains.